# The Ghost
The Ghost är Songs: Ohias tredje studioalbum, utgivet 1999.

## Låtlista
Alla låtar är skrivna av Jason Molina.
1. "The Dark Wrong Turn"
2. "Ruby Eyes in the Fog"
3. "At Certain Hours It All Breaks Down"
4. "The Wild Wind"
5. "The Lost Messenger"
6. "One Harrowing Night"
7. "You Are Not Alone on the Road"
8. "Why Are We Stopping in the Storm"
9. "The Far End of the Bridge"
10. "A Widow Sang the Stars Down"